# IniciativaVerds
IniciativaVerds-Equo, Illes Balears (citado ocasionalmente como IniciativaVerds-Equo, Iniciativa Verdes-Equo) es un partido político español de ámbito balear surgido en noviembre de 2010 de la fusión del histórico partido ecologista mallorquín Els Verds de Mallorca y de Iniciativa d'Esquerres, una escisión de Izquierda Unida de las Islas Baleares (EUIB) producida en junio de 2010. 
Es el referente en Baleares del partido político estatal EQUO. 
Junto al partido nacionalista mallorquín de izquierdas PSM-ENTESA, forma parte de la coalición Més per Mallorca.
Su coordinador general es David Abril, antiguo líder de Iniciativa d'Esquerres, y su vicecoordinador es Antoni Seguí, antiguo líder de Els Verds de Mallorca. En Menorca, sus portavoces son Òscar García y Manuel Lora.
IniciativaVerds se considera "hermanada" a Iniciativa per Catalunya Verds e Iniciativa del Poble Valencià, con quienes forma una alianza informal llamada El Triangle de la Mar Blava (El triángulo del mar azul).
Es además, el referente mallorquín del partido ecologista de ámbito estatal EQUO, formación a la que consideran su referente federal. IniciativaVerds mostró su apoyo al Proyecto Equo desde sus inicios, firmando su manifiesto fundacional.
Pese a declararse una formación soberana política y judicialmente de EQUO, ambas organizaciones se reconocen como referentes a nivel mallorquín y federal, respectivamente. Dos miembros de IniciativaVerds forman parte de la Comisión Ejecutiva Federal de EQUO, Neus Truyol y Pau de Vilchez.

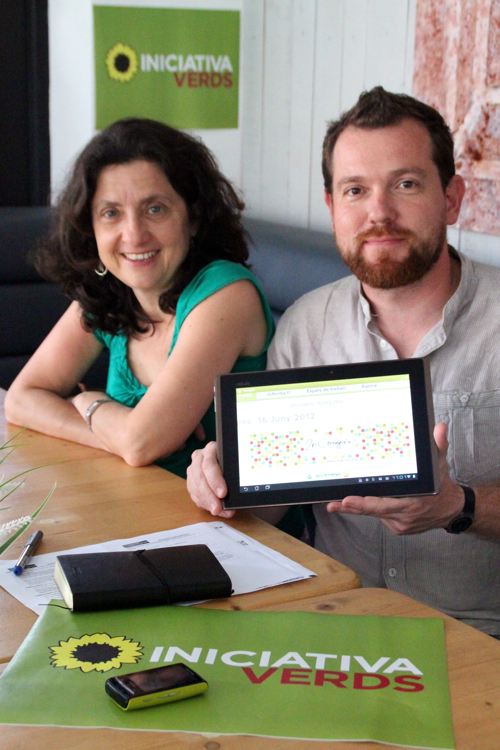
Fina Santiago y David Abril el día de la presentación del APP Android del partido ecosocialista.

En las elecciones al Parlamento de las Islas Baleares de 2011 concurrió en coalición con PSM-EN y Entesa per Mallorca, obteniendo uno de los cuatro escaños obtenidos por la coalición en la circunscripción: Fina Santiago Rodríguez. En abril de 2013 se sumó David Abril, tras la dimisión de una diputada del PSM-EN. Igualmente obtuvo una consejera en el Consejo Insular de Mallorca: Magdalena Palou. En 2013, la coalición cambió su nombre por el de Més per Mallorca.
En las elecciones generales de 2011 revalidó la coalición con el PSM-EN y Entesa per Mallorca, en la que también entró EQUO. David Abril fue el número dos de la candidatura, que aunque fue la tercera fuerza política de Baleares, con 31 378 votos (7,16 % de los votos válidos), no obtuvo representación.